# Maginotova linija
Maginotova linija (čita se: Mažinoova linija) sustav je utvrda uzduž istočne Francuske granice (od Švicarske do Belgije). Sagrađena je u vremenu između dva svjetska rata, a ime je dobila po francuskom vojnom ministru Andreu Maginotu. Imala je nekoliko podzemnih katova i smatralo se da je neprobojna, ali su je tenkovi Trećeg Reicha s lakoćom zaobišli kada su 1940. napali Francusku.
Nakon što su ih Nijemci umalo porazili u Prvomu svjetskom ratu, Francuzi su odlučili učiniti svoju zemlju neosvojivom. Granicu prema Njemačkoj (a djelomično i prema Belgiji) utvrdili su obrambenim sustavom dugim približno 150 km. Izgradnja je započela 1930. godine i potrajala sljedećih sedam, a ime je dobila prema tadašnjemu ministru rata Andréu Maginotu. Liniju je činilo stotinjak utvrda, međusobno povezanih sustavom tunela kroz koje je prolazila i pruga. Opremljenost utvrda omogućivala je normalan višetjedni život pod zemljom za približno tisuću vojnika. Prostorije su bile opremljene pročistačima zraka, a vojnici su, među ostalim, na raspolaganju imali i prostore za rekreaciju, telefone pa čak i solarije. Francuski tisak ironično je komentirao kako je linija udobnija za život od većine tadašnjih francuskih gradova. Međutim, usprkos komforu i velikoj obrambenoj moći Maginotove linije, Nijemci su uspjeli poraziti Francusku. Jednostavno su je zaobišli i Francusku napali preko Belgije.

## Vanjske poveznice
|  | Zajednički poslužitelj ima još gradiva o temi Maginotova linija |